# Îlot Grande (Selvagens)
Pour les articles homonymes, voir Grande.
L'îlot Grande (en portugais : Ilhéu Grande) est un îlot situé dans l'archipel des îles Selvagens, à Madère, au Portugal.